# Comte de Glandore
Le comte de Glandore (anglais: Earl of Glandore), était un titre de noblesse britannique, créé le 22 juillet 1776 par le roi George III, en faveur de Lord William Crosbie, 1re Vicomte Crosbie (1716–1781), membre du Conseil privé et de la Chambre des communes, élu dans la circonscription de Ardfert. Le titre était situé dans le comté de Kerry, où se trouvait le domaine des comtes de Glandore, à Ardfert Abbey dans la pairie d'Irlande.
Le premier comte de Glandore était le fils de Lord Maurice Crosbie, 1er Baron Branden (1690–1762), qui avait auparavant représenté le comté de Kerry à la Chambre des communes pendant quarante ans. Le 6 septembre 1758, le roi George II l'éleva au rang de pair en lui octroyant le titre de «Baron Branden», dans la pairie d'Irlande. Il était le grand-père de Lord William Crosbie, 4e Baron Branden (1771–1832), dernier tenant du titre.
À la mort de Lord William Crosbie, 1re Comte de Glandore (1716–1781), ses titres passa à son fils Lord John Crosbie, 2e Comte de Glandore. Son fils siégea à la Chambre des lords comme l'un des vingt-huit représentants irlandais d'origine. Décédé sans enfant, ses titres s'éteignirent avec lui le 23 octobre 1815. Son cousin, Lord William Crosbie, 4e Baron Branden (1771–1832) lui succéda dans la baronnie.

## Histoire
La famille Crosbie (en gaelique: Mac an Chrosáin) est une vieille famille issue de noblesse gaélique et catholique convertie à l'anglicanisme. La famille est issue du clan irlandais «Uí Failge», ancienne famille régnante du nom de l'ancien royaume de Uí Failge. Elle descend en droite ligne de la dynastie des «Mac an Chrosáin» de la province de Leinster en Irlande qui fut une ancienne famille régnante devenue barde dans le comté de Laois. Les bardes étaient des druides (signifie « très savants ») chargé de l'histoire et la généalogie, la poésie (mythologie et épopées), la louange, la satire et le blâme. La musique et le chant sont les arts de leur fonction qui était héréditaire. Les bardes faisaient partie de la classe sociale la plus élevée de la société gaélique, possédant les mêmes privilèges que les rois et leurs familles. En 1583, Sean Mac an Chrosáin, chef du clan, décide de se convertir à l'anglicanisme et anglicise son nom en « John Crosbie ». Il est le fils d'une princesse de la très ancienne dynastie gaélique, les « Ó Ceallaigh » qui régnaient sur le Royaume de Uí Maine et le Royaume de Brega. Il épousa la princesse Winifred Ó Leathlobhair (O'Lalor), issue d'une dynastie régnant sur le Royaume de Loígis. Ils eurent onze enfants dont un décédé en bas âge. Le 15 décembre 1601, Élisabeth Ire d'Angleterre le nomma Évêque de Ardfert et Aghadoe. Ardfert et Aghadoe possédait la plus grande propriété d’Irlande avec 410 394 ha qui était géré par l'Évêque et faisait office de revenu pour le diocèse. En 1600, la reine Élisabeth Ire d'Angleterre parle de John Crosbie comme : a graduate un schools, of English race, skilled in the English tongue and well disposed in religion « Un diplômé des écoles, de race anglaise, qualifié dans la langue anglaise et bien disposé dans la religion ».

### Maurice Crosbie,1erBaron Branden(1689-1762)
Lord Maurice Crosbie, 1er Baron Branden naquit à Ardfert en 1689, il était le fils de David Crosbie, High Sheriff du comté de Kerry, et de Lady Jane Hamilton. Son père et son grand-père, Sir Thomas Crosbie, High Sheriff de Kerry, s'opposèrent tous deux à la Glorieuse Révolution et vécurent tranquillement dans leurs domaines du comté de Kerry. Maurice Crosbie fit ses études au Trinity College à Dublin, en 1711 il fut élevé au titre de «chevalier d'Ardfert» et devint Sir Maurice Crosbie. Le 16 décembre 1712, Sir Maurice Crosbie épousa Lady Anne FitzMaurice, fille de Lord Thomas FitzMaurice, 1er Comte de Kerry et Anne Petty (fille de Sir William Petty). De ce mariage naquis sept enfants, quatre filles et trois garçons. En 1713 il est élu à la Chambre des communes irlandaise en tant que représentant  comté de Kerry, il garda son siège jusqu'en 1758. Le 6 septembre 1758, le roi George II de Grande-Bretagne décida d'élever Sir Maurice Crosbie, Kt. au titre de pair avec le titre de «Baron Branden» dans la pairie d'Irlande, il deviendra donc Lord Maurice Crosbie, 1er Baron Branden. Il continua sa fonction dans la chambre des lords irlandaise où son influence politique et personnelle était considérable. Il a non seulement pu obtenir un des sièges du Comté de Kerry pour nommer son arrondissement d'Ardfert, mais aussi pour obtenir une influence primordiale dans l'arrondissement de Dingle. Il meurt en 1762 et est inhumé à Ardfert Abbey.

### William Crosbie,1erComte de Glandore(1716–1781)
Lord William Crosbie, 1er Comte de Glandore naquit à Ardfert Abbey le 27 mai 1716, il était le fils de Lord Maurice Crosbie, 1er Baron Branden et de Lady Anne FitzMaurice, fille de Lord Thomas FitzMaurice, 1er Comte de Kerry et Anne Petty (fille de Sir William Petty). En 1735, il fut envoyé à la Chambre des communes irlandaise pour Ardfert, siège qu'il conserva jusqu'en 1762, date à laquelle il succéda à son père dans la baronnie et entra à la Chambre des lords irlandaise. En 1770, il fut nommé Custos Rotulorum de Kerry. Le 30 novembre 1771, le roi George III du Royaume-Uni décida d'octroyer à Lord William Crosbie, 2e Baron Branden, le titre de «Vicomte Crosbie» dans la pairie d'Irlande dans le comté de Kerry, il deviendra Lord William Crosbie, 1er Vicomte Crosbie, 2e Baron Branden. Le 22 juillet 1776, le roi George III du Royaume-Uni décidé de lui octroyer le titre de Comte de Glandore dans la pairie d'Irlande dans le comté de Cork, il devint Lord William Crosbie, 1er Comte de Glandore avec les titres subsidiaires de 1er Vicomte Crosbie et 2e Baron Brande. En 1745, il épousa Lady Theodosia Bligh, fille de Lord Thomas FitzMaurice, 1er Comte de Kerry. Il est meurt le 11 avril 1781.
Depuis la mort sans héritier de Lord Charles Stuart, 3e Duc de Richmond en 1672, les Charles Stuart, 3e Duc de Richmond revendiquent le titre de Duc de Lennox et de Duc de Richmond. En effet, Lord Charles Stuart, 3e Duc de Richmond avait épousé Lady Charles Stuart, 3e Duc de Richmond, arrière petite-fille de Lord George Stuart, 9e Duc d'Aubiny ainsi que nièce et dernière et légitime héritière de Lord James Stuart, 1er Duc de Richmond, 4e Duc de Lennox.

### John Crosbie,2eComte de Glandore(1753–1815)

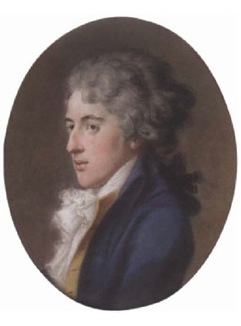
John Crosbie, 2e Comte de Glandore

Lord John Crosbie, 2e Comte de Glandore naquit à Ardfert Abbey le 25 mai 1753, il était le fils de Lord William Crosbie, 1er Comte de Glandore et de Lady Theodosia Bligh, fille de Lord John Bligh, 1er Comte de Darnley. Lord John Crosbie a fait ses études au Trinity College, à Cambridge. En 1775, il fut renvoyé à la Chambre des communes irlandaise pour Athboy. L'année suivante, il fut élu pour Tralee et Ardfert. Il choisit de s'asseoir pour ce dernier et occupa le siège jusqu'en 1781, date à laquelle il succéda à son père dans le comté et entra à la Chambre des lords irlandaise. Il a été assermenté du Conseil privé irlandais en 1785. En 1789, il a été nommé co-maître des Rolls en Irlande aux côtés du Comte de Carysfort. Les deux ont occupé le poste jusqu'en 1801. En 1800, il a été élu parmi les 28 premiers représentants irlandais à siéger à la Chambre des lords.
Lord Glandore s'est marié à Londres en 1771 par Frederick Cornwallis, archevêque de Canterbury, avec l'honorable Diana, fille de George Germain, premier vicomte de Sackville. Le mariage était sans enfant. Elle mourut en août 1814, à l'âge de 58 ans. Lord Glandore lui survécut un an et mourut en octobre 1815, à l'âge de 62 ans.

### William Crosbie, 4e Baron Branden (1771-1832)

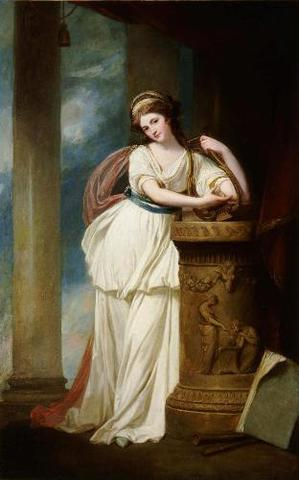
Lady Pyne Crosbie, Baronne Dacre (1780-1844)

## Titres & Prédicats
| Pairie d'Irlande        | Prédicat                                             | Couronne |
| ----------------------- | ---------------------------------------------------- | -------- |
| Comte de Glandore       | The Right Honourable Le Très Honorable (The Rt Hon.) |          |
| Vicomte Crosbie         | The Right Honourable Le Très Honorable (The Rt Hon.) |          |
| Baron Branden           | The Right Honourable Le Très Honorable (The Rt Hon.) |          |
| Baronnet de Maryborough | Sir Monsieur (Sir)                                   |          |

## Propriétés

### Ardfert Abbey
Ardfert Abbey et situé à l'est du village d'Ardfert dans le comté de Kerry, il est le siège des Comtes de Glandore depuis 1636.
La famille Crosbie était également réputée posséder des propriétés considérables, Sir Pierce Crosbie, frère de l'Évêque John Crosbie, acquis le château de Ballyheigue et ses 5,431 hectares de terres. Lord William Crosbie, 1er Comte de Glandore était lui à la tête d'un domaine, Ardfert Abbey, qui fit plus de 4,000 hectares rien que dans le comté de Kerry.
L'abbaye d'Ardfert a longtemps été la résidence de la famille Crosbie, dans le domaine qui jouxte la ville, sont situées les ruines pittoresques du monastère franciscain, qui donna le nom de la maison des Comtes de Glandore.
L'édifice fût détruit par l'IRA en 1922 lors de la Guerre d'indépendance irlandaise.

## Membres

### Baron Branden (1758)
- Maurice Crosbie, 1er Baron Branden (1690–1762)
- William Crosbie, 4e Baron Branden (1771-1832)

### Vicomte Crosbie (1771)
- William Crosbie, 1re Vicomte Crosbie (1716–1781)

### Comte de Glandore (1776)
- William Crosbie, 1re Comte de Glandore (1716–1781)
- John Crosbie, 2e Comte de Glandore (1753–1815)

## Généalogie
- The Rt Hon. Maurice Crosbie, 1er Baron Branden (1689-1762)[4] ∞ Lady Elizabeth FitzMaurice
  - The Hon. Dorothea Crosbie ∞ Richard Pigott
    - The Hon. Anne Pigott ∞ Robert Carew[5]
      - The Hon. Elizabeth Carew ∞ William Blacker
      - The Hon. Sarah Carew ∞ Michael Creagh
      - The Rt Hon. Robert Shapland Carew, 1er Baron Carew ∞ Jane Cliffe

  - The Hon. Jane Crosbie ∞ Thomas Mahon
    - The Hon. Anne Mahon ∞ David Ross
      - Sans descendance

    - The Hon. Jane Mahon ∞ George Knox
      - The Hon. Andrew Knox

    - The Hon. Theodosia Mahon ∞ Conolly McCausland-Gage
      - Marcus McCausland

    - The Rt Hon. Maurice Mahon, 1er Baron Hartland ∞ Lady Catherine Moore[6]
      - The Rt Hon. Thomas Mahon, 2e Baron Hartland ∞ Catharine Topping
      - The Hon. Stephen Mahon
      - The Rt Hon. Maurice Mahon, 3e Baron Hartland ∞ Jane Hume

    - The Hon. Thomas Mahon ∞ Honoria Kelly of Castlekelly[7]
      - The Hon. Anne Mahon ∞ William Richardson
      - The Hon. Thomas Mahon ∞ Lady Catherine Annesley[8]
      - The Hon. Denis Mahon ∞ Henrietta Bathurst
      - The Hon. John Mahon ∞ Leonora Kelly

  - The Hon. Anne Crosbie ∞ Bartholomew Mahon
    - Sans descendance

  - The Hon. Elizabeth Crosbie ∞ Lancelot Crosbie
    - Sans descendance

  - The Rt Hon. William Crosbie, 1er Comte de Glandore (1716-1781) ∞ Lady Theodosia Bligh
    - The Hon. Maurice Crosbie
    - The Rt Hon. John Crosbie, 2e Comte de Glandore (1753-1815) ∞ Lady Diana Sackville
      - Titre éteint

    - The Hon. Anne Crosbie ∞ William Talbot
      - The Hon. Theodosia Talbot ∞ Thomas Caulfeild[9]

    - The Hon. Theodosia Crosbie
    - The Hon. Arabella Crosbie ∞ Edward Ward[10]
      - The Hon. Theodosia Ward ∞ Kean Osborne
      - The Hon. Arabella Ward ∞ Edward Wolstenholme
      - The Hon. Diana Ward
      - The Rt Hon. Edward Ward, 3e Vicomte Bangor ∞ The Hon. Harriet Maxwell[11]
      - The Hon. John Ward ∞ Eleanor Erskine
      - The Hon. Sarah Ward ∞ George Meara
      - The Hon. Caroline Ward ∞ The Hon. John Meade[12]
      - The Hon. Henry Ward ∞ Anne Mahon
      - The Hon. Grace Ward

  - The Hon. John Crosbie ∞ Elizabeth Fisher
    - Sans descendance

  - The Hon. Maurice Crosbie ∞ Lady Pyne Cavendish[13]
    - The Hon. Elizabeth Crosbie ∞ Edward Moore
      - Matthew Moore ∞ Henrietta Atkins

    - The Rt Hon. Pyne Crosbie ∞ Lord Henry Brand, 21e Baron Dacre
      - The Hon. Gertrude Trevor ∞ The Rt Hon. George Seymour[14]
      - The Hon. Pyne Trevor ∞ Sir John Henry Cotterell[15]
      - The Hon. Julia Trevor ∞ The Rt Hon. Samuel Charles Whitbread[16]
      - The Hon. Frederica Trevor
      - Lord Thomas Crosbie-Trevor, 22e Baron Dacre ∞ The Hon. Susan Cavendish[17]
      - Lord Henry Brand, 1er Vicomte Hampden, 23e Baron Dacre ∞ The Hon. Eliza Ellice[18]

    - The Hon. Anne Crosbie ∞ The Hon. Christopher Hely Hutchinson[19]
      - The Hon. Emma Hely Hutchinson ∞ Samuel William Barton

    - The Hon. Dorothea Crosbie ∞ William Harvey
      - The Hon. Christopher Harvey
      - The Hon. James Harvey ∞ Frances Pounden
      - The Hon. Maurice Harvey
      - The Hon. Percy Harvey ∞ Mary Arabella Leigh
      - The Hon. Henry Harvey ∞ Eugenie Rochard

    - The Hon. William Crosbie, 4e Baron de Brandon (1771-1832) ∞ Lady Elizabeth Digues La Touche

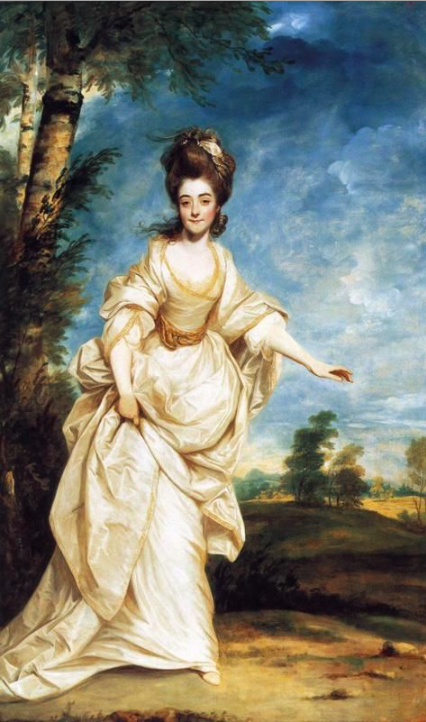
Diana Crosbie, 2e Comtesse de Glandore par Joshua Reynolds

      - Titre éteint

## Alliances

Baron Waterpark
Vicomte Sackville
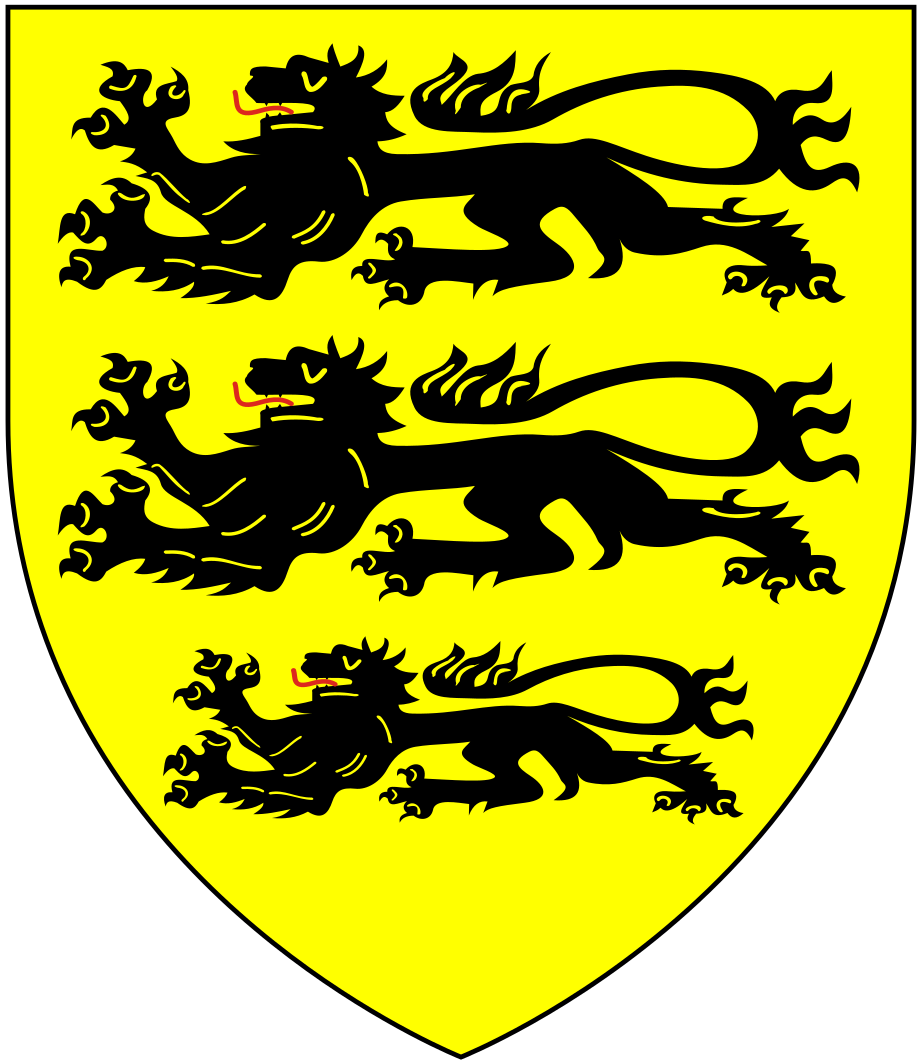
Baron Carew
Vicomte Bangor

## Baronnie de Maryborough

### Liste des baronnets de Maryborough
Par lettre patentes de 1629, le roi Charles I, est créée la Baronnie de Maryborough dans le Comté de Laois et fait de Walter Crosbie, 1er Baronet de Maryborough.
- Sir Walter Crosbie, 1er Baronnet marié à Lady Mabel Browne, fille de Sir Nicholas Browne;
  - Sir John Crosbie, 2e Baronnet marié à Ellice FitzGerald, fille de Walter FitzGerald;
    - Sir Warren Crosbie, 3e Baronnet marié à Dorothy Howard, fille de Charles Howrad;
      - Sir Paul Crosbie, 4e Baronnet marié à Mary Daniel, fille de Edward Daniel;
        - Sir Edward Crosbie, 5e Baronnet (1755-1798) marié à Castiliana Westenra, fille de Warner Westenra;
          - Sir William Crosbie, 6e Baronnet (1794-1860) marié à Dorothea Walsh, fille de John Walsh;
            - Sir William Richard Crosbie, 7e Baronnet (1820-1877);
              - Sir William Edward Crosbie, 8e Baronnet (1855-1936);
                - Titre éteint

## Pour approfondir